# Ferreirola (Granada)
Ferreirola es una localidad española perteneciente al municipio de La Taha, en la parte central de la Alpujarra Granadina, provincia de Granada, comunidad autónoma de Andalucía, situada a unos 84 km de la capital provincial. Esta localidad fue un municipio independiente hasta 1975, cuando se unió a Pitres y Mecina Fondales para constituir un nuevo ayuntamiento.

## Toponimia
El topónimo de la localidad se escribía anteriormente en español con la grafía Ferreyrola, actualmente en desuso y desaconsejada por la RAE por su carácter arcaizante.

## Historia
Los orígenes de Ferreirola se remontan a la época romana, y en él se encuentran numerosos restos arqueológicos que demuestran su importancia durante la ocupación árabe. Su nombre significa «pequeña mina de hierro» y es un diminutivo de Ferreira. Históricamente, Ferreirola era cabeza de municipio, con un anejo llamado Atalbéitar, situado a unos 500 metros de distancia.

## Demografía
| Gráfica de evolución demográfica de Ferreirola entre 1842 y 1970 |
| |
| Población de derecho según los censos de población del INE Población de hecho según los censos de población del INEEntre el censo de 1981 y el anterior, este municipio desaparece porque se agrupa en el municipio La Taha |

## Puntos de interés
Ferreirola está situada dentro del Sitio Histórico de la Alpujarra Media y La Taha, y tiene su trama urbana y entorno protegidos como Bien de Interés Cultural.
Entre sus edificios destaca su iglesia parroquial de la Santa Cruz del siglo XVI, anexo a ella está el antiguo cementerio (hoy en día en desuso) y cómo no, su alta torre, símbolo de referencia del pueblo.
También conserva edificaciones antiguas como lavaderos públicos y grandes tinaos.
En el paraje denominado "Las Cruces", está "La Cruz de los Caídos",  un monumento en honor a las personas difuntas durante la Guerra Civil.
Posee un agua de calidad excelente, y entre sus fuentes, la fuente gaseosa es única en la Alpujarra, pues conjuga el agua ferruginosa con gas natural.
Numerosos son los lugares desde donde podemos contemplar a modo de mirador tanto el pueblo en sí como el resto de núcleos de La Taha, entre ellos podemos destacar: La Era del Trance, el Tajo de la Guarda, La Mezquita, la Era Nueva o la curva de Las Lomas entre otros.

## Fiestas
Tradicionalmente Ferreirola celebraba sus fiestas en honor a la Santa Cruz en mayo, pero en la actualidad se celebran el tercer fin de semana de agosto por encontrarse el pueblo con mayor número de vecinos. Es famoso el "entierro de la zorra" que se celebra el lunes correlativo a las fiestas y en donde se elabora una paellada, así como una procesión por las calles del pueblo con un animal hecho de cartón con petardos dentro. Al final de la procesión, se le prende fuego en la plaza del pueblo.
Otras actividades festivas que se celebran en el pueblo son por ejemplo el Chisco de San Antón, que se celebra el día 16 de enero, en donde se enciende un gran fuego en la plaza del pueblo. Con las ascuas resultantes se asa carne que se acompaña con vino del lugar para todos los asistentes.

## Arquitectura

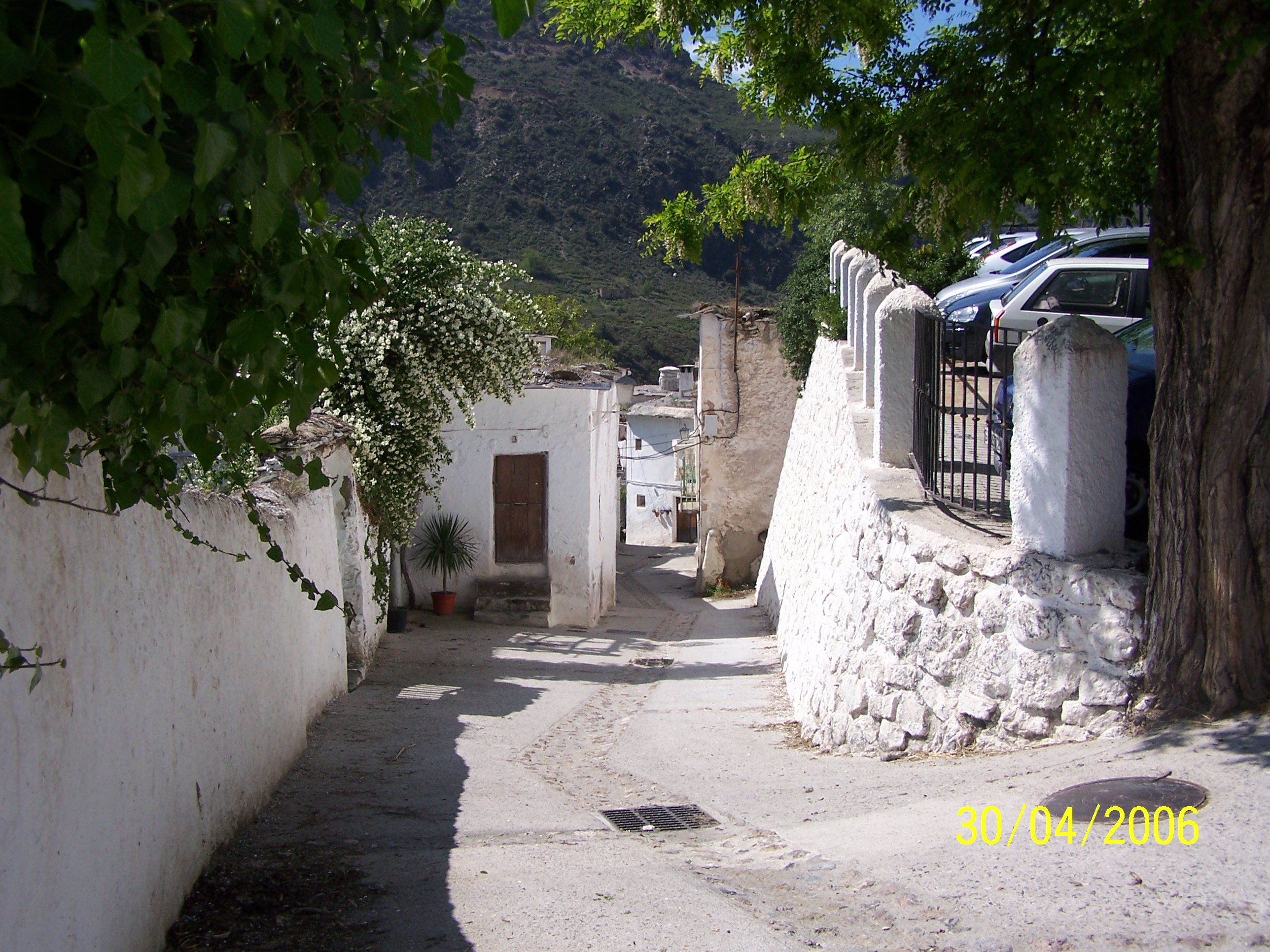
Calle junto a la plaza de la localidad.

Ferreirola ha sabido salvaguardar la arquitectura tradicional, sin dejarse llevar por el fanatismo del turismo de otros pueblos, es un lugar mágico en donde se puede descansar sin preocupaciones, uno de los lugares cada vez más difíciles de encontrar hoy en día, lejos del estrés y la polución de las grandes ciudades.
Su enclave, la hace partícipe de numerosas rutas de senderismo, ya sea de paso, de salida o de fin del trayecto. Sin duda, Ferreirola es una joya de la naturaleza, de la que esperemos siga así muchos años más.